# Przewodnik (skała)
Przewodnik – skała w Żerkowicach w województwie śląskim na Wyżynie Częstochowskiej będącej częścią Wyżyny Krakowsko-Częstochowskiej. Przewodnik znajduje się w niewielkim zagajniku wśród pól uprawnych, w odległości około 750 m na południe od skrzyżowania drogi krajowej nr 78 z drogami do Kiełkowic i Skarżyc.
Przewodnik jest największą z grupy kilku skał w gęstych zaroślach. Ma wysokość 12 m i zbudowany jest z twardych wapieni skalistych. W 2018 roku wspinacze skalni poprowadzili na nim 6 dróg wspinaczkowych o trudności od VI do VI.4 w skali Kurtyki. Jest też jeden projekt i dwie możliwości. Wspinaczka tradycyjna, w 2020 r. drogi te nie mają jeszcze zamontowanych punktów asekuracyjnych. Przewodnik jest skałą o niewielkiej popularności wspinaczkowej.

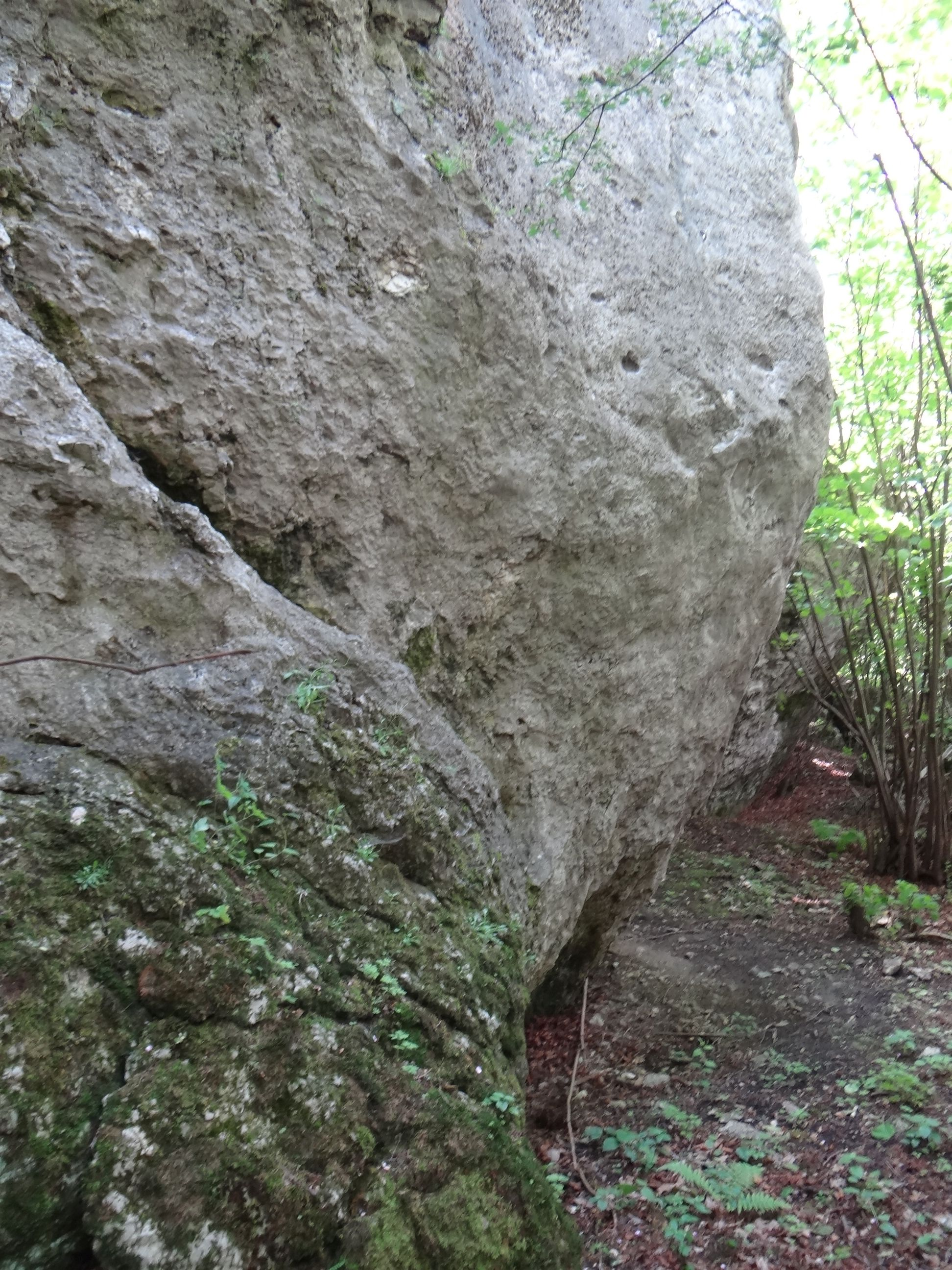
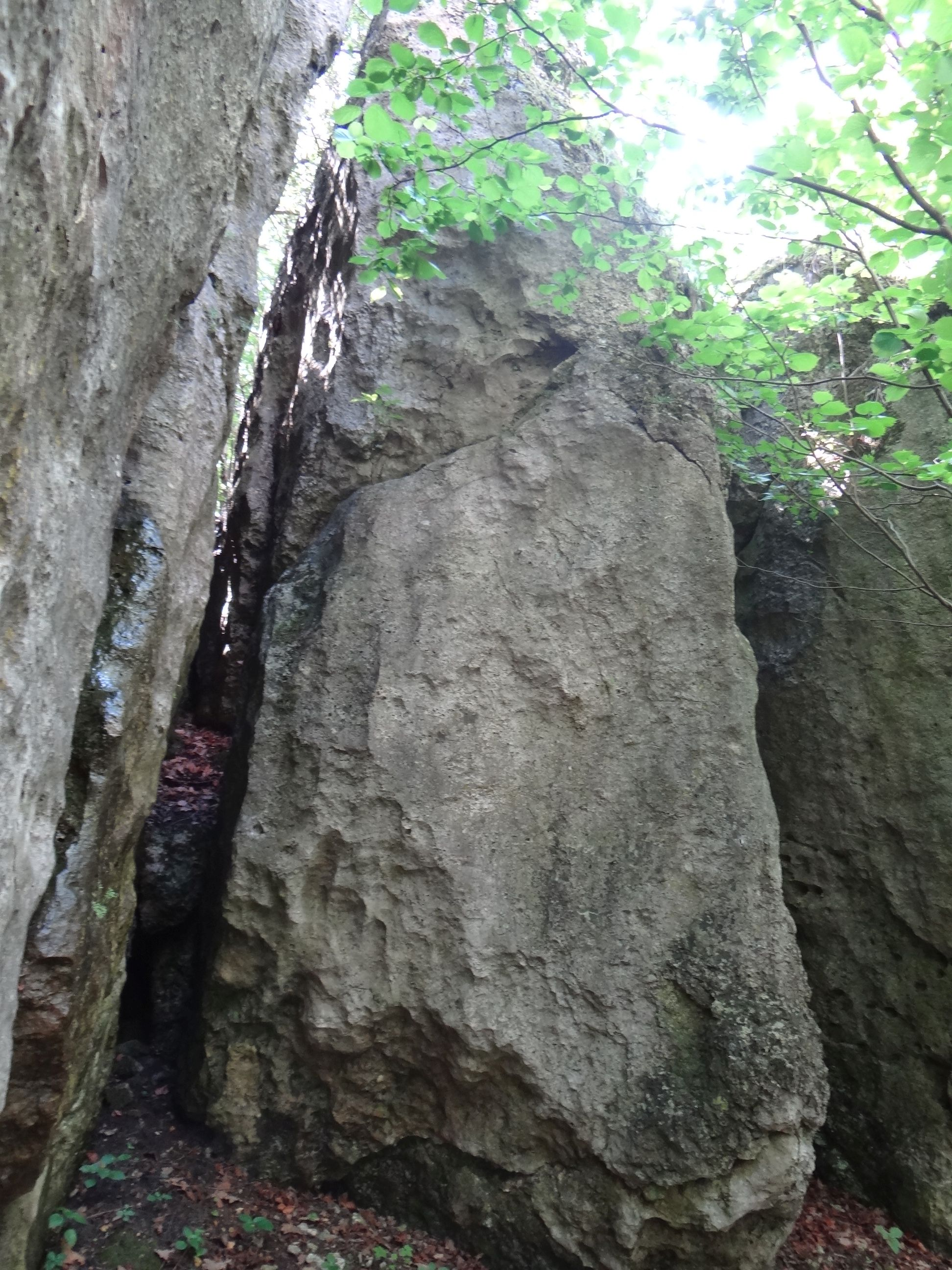
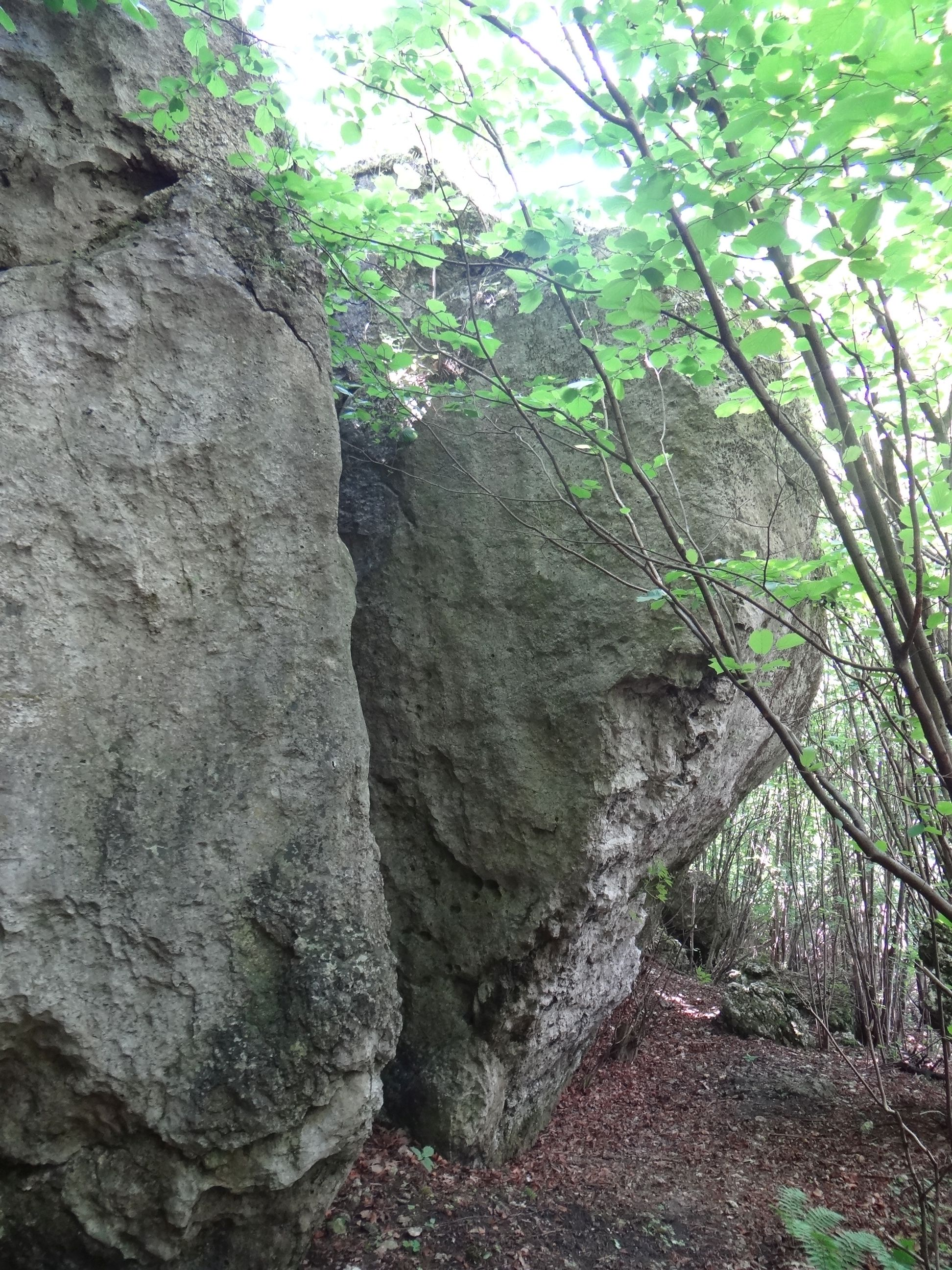
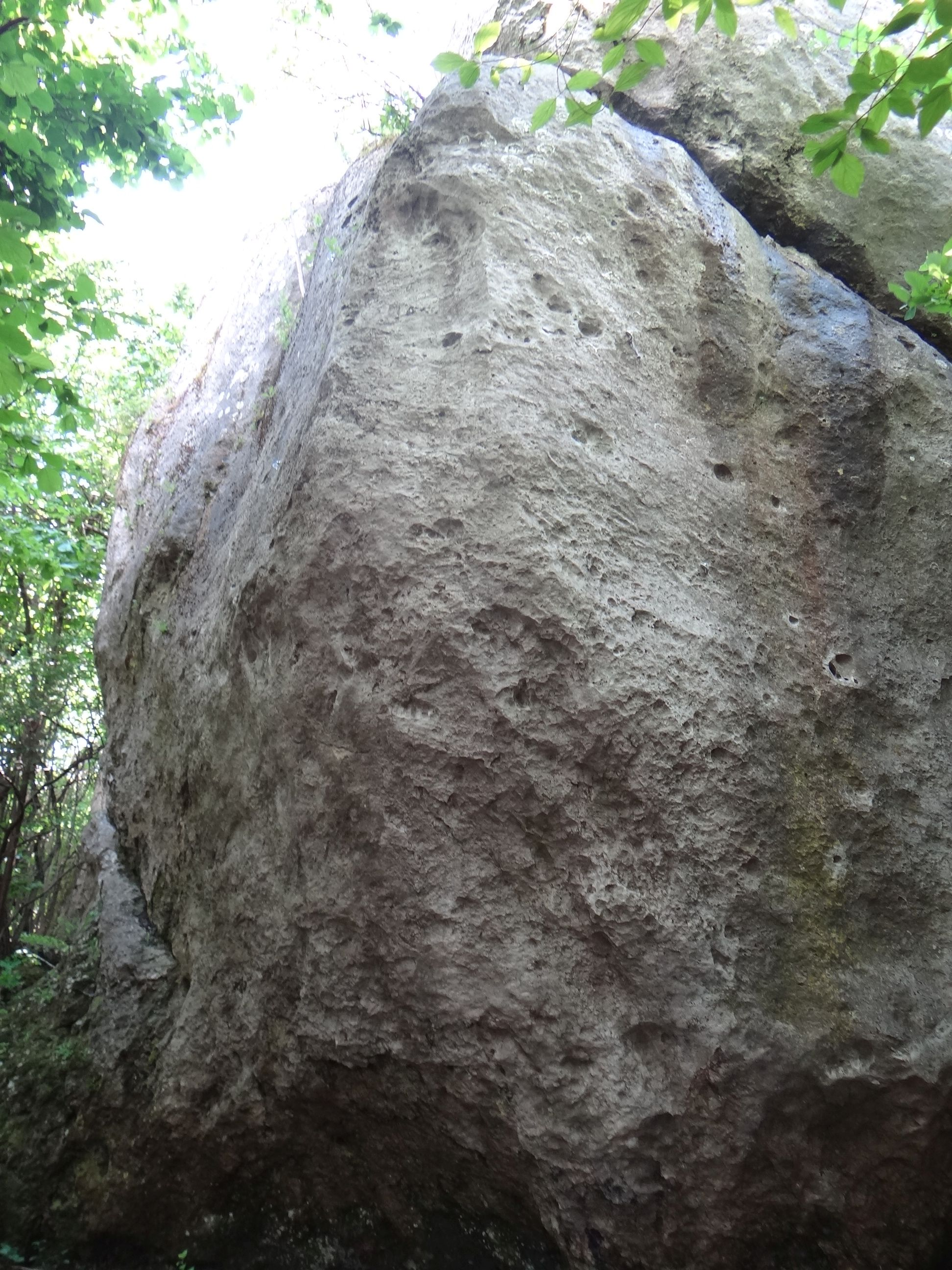

## Drogi wspinaczkowe
1. Przewodnik; IV+
2. Możliwość;
3. Mozliwość;
4. Dielektryk; VI+ W
5. Zerkowicki pikuś; VI.2+
6. Dziad dyga; VI.4
7. Projekt otwarty;
8. Werwa; Vi.3
9. Wendeta; VI[1].